# قانون الجنسية الأمريكية

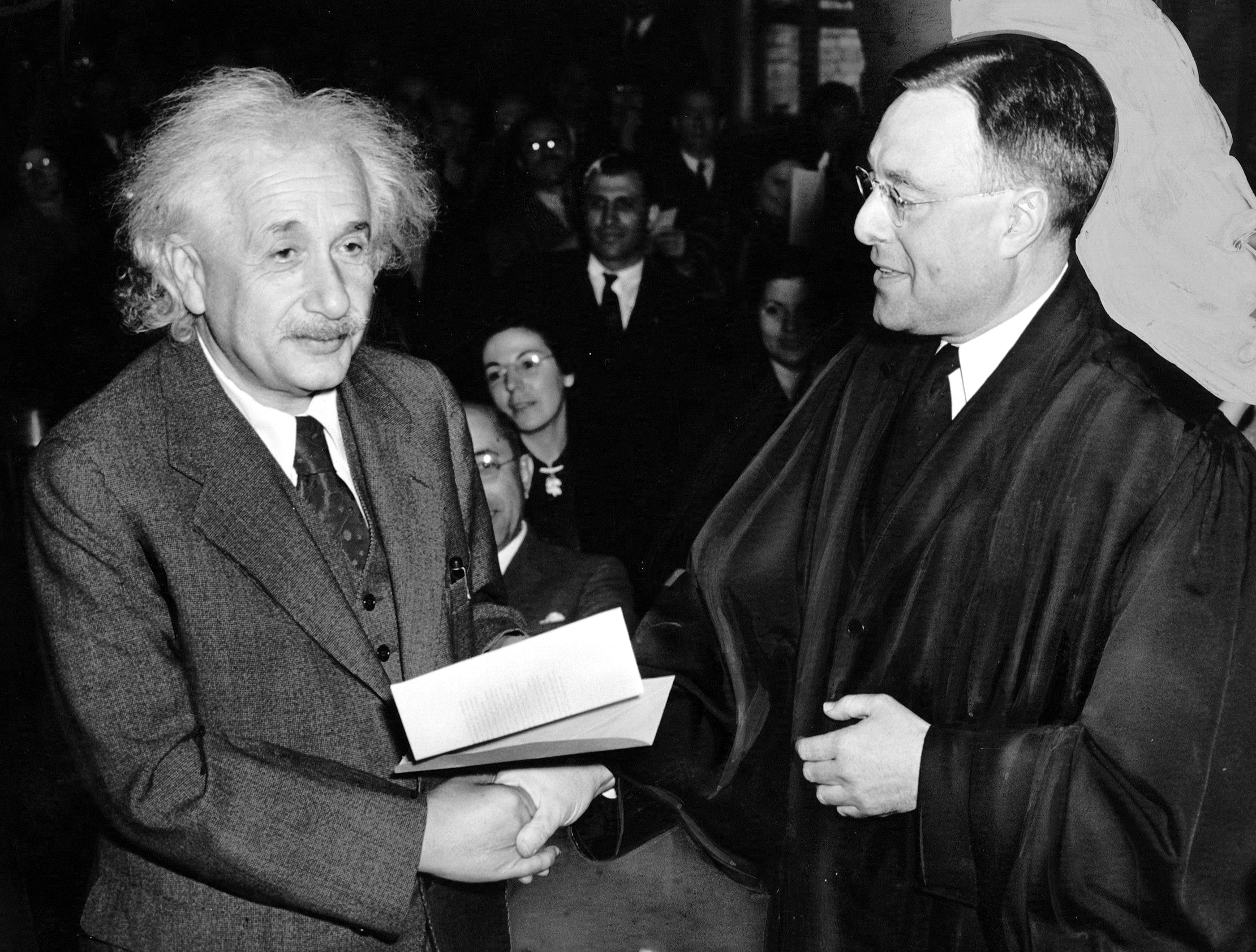
صورة للعالم الفيزيائي ألبرت أينشتاين وهُو يتسلم شهادة الجنسية الأمريكية من القاضي فيليب فورمان سنة 1940.

حُدد قانون الجنسية الأمريكية في قانون الهجرة والجنسية لعام 1952، حيث أن هذا الأخير يحتوي على قانون مُوحد خاص بنظام التجنيس في الولايات المتحدة، حُددت فيه جميع المُتطلبات القانونية المُنظمة لعملية اكتساب أو وتجريد الجنسية الأمريكية.
يرجع تاريخ آخر تغييرات أُجريت على القانون لسنة 2001.